# ريتشارد أوفرتون
ريتشارد أوفرتون (بالإنجليزية: Richard Overton)‏‏ (1640م - 1664م) من أهم الشخصيات التي تنتمي إلى حركة المساواتيّين (Levelers) في إنجلترا. له العديد من الكتابات التي تخالف بعض المقولات الثيولوجية مثل قضية خلود الروح والحساب بعد الموت، كما كتب ضدّ الطغيان الاجتماعي والطغيان السياسي.

## سجنه
سجن في العام 1646 وكتب كتابًا ضدّ الطغيان بعنوان (An Arrow Against All Tyrants and Tyranny) وأسس فيه للحقوق السياسية والمساواة وفق القانون الطبيعي.

## وصلات خارجية
ضد الطغيان 